# Sörtjärnen (Ramsele socken, Ångermanland)
Sörtjärnen är en sjö i Sollefteå kommun i Ångermanland och ingår i Ångermanälvens huvudavrinningsområde.